# Werner Kirchhoff
Werner Kirchhoff (* 11. November 1926 in Berlin) ist ehemaliger Vizepräsident des Nationalrats der Nationalen Front der DDR.

## Leben
Kirchhoffs Eltern waren Künstler. Er besuchte von 1933 bis 1943 die Volks- u. Mittelschule. Anschließend begann er eine Lehre in der Landwirtschaft, wurde jedoch noch im gleichen Jahr zur Wehrmacht als Pionier eingezogen. Er geriet in Kriegsgefangenschaft.
1946 kehrte er zurück, trat in die KPD, später SED, den FDGB und die FDJ ein. Er wurde 1946 Neulehrer. Von 1947 bis 1952 war er Leiter des Schulamts bzw. Schulrat des Kreises Dippoldiswalde. 1949 legte er die Erste und Zweite Lehrerprüfung ab. 1953 besuchte er die Zentralschule des ZK der SED in Erfurt. Von 1954 bis 1962 war er Abteilungsleiter im Ausschuß für deutsche Einheit. Von 1956 bis 1960 absolvierte er parallel ein Fernstudium der Geschichte an der Humboldt-Universität Berlin, das er als Diplom-Historiker abschloss. Seit 1962 war er bei der Nationale Front der DDR tätig. Anfangs, bis 1964 als Arbeitsgruppenleiter im Büro des Präsidenten des Nationalrates, 1964 bis 1966 als Mitglied des Sekretariats. Von 1966 bis 1989 war er Vizepräsident und als Nachfolger von Horst Brasch Vorsitzender des Nationalrates der Nationalen Front. Von 1967 bis 1989 war er Kandidat des Zentralkomitees der SED. 1972/73 besuchte er die Parteihochschule der KPdSU in Moskau. Von 1976 bis März 1990 war er Abgeordneter der Volkskammer der DDR. Von 1981 bis 1990 war er Präsident des DDR-Komitees für Freundschaft mit dem palästinensischen Volk.
Kirchhoff wurde 1986 mit dem Vaterländischen Verdienstorden in Gold ausgezeichnet. 1990 ging Kirchhoff in den Ruhestand.